# Geumsa-myeon
Geumsa-myeon (koreanska: 금사면) är en socken i kommunen Yeoju i provinsen Gyeonggi i den norra delen av Sydkorea, 50 km sydost om huvudstaden Seoul.